# Molauer Land
Molauer Land est une commune allemande de l'arrondissement du Burgenland, Land de Saxe-Anhalt.

## Géographie
La commune comprend les quartiers d'Abtlöbnitz, Aue, Casekirchen, Crauschwitz, Kleingestewitz, Köckenitzsch, Leislau, Molau, Mollschütz, Seidewitz et Sieglitz.
|                  | Naumbourg                             |            |
|                  | Molauer Land                          | Mertendorf |
| Dornburg-Camburg | Schkölen Thierschneck Frauenprießnitz |            |

## Histoire
La commune actuelle est issue de la fusion le 1er janvier 2010 dans le cadre de la réforme administrative de la Saxe-Anhalt d'Abtlöbnitz, Casekirchen, Leislau et Molau.

## Source, notes et références
- (de) Cet article est partiellement ou en totalité issu de l’article de Wikipédia en allemand intitulé « Molauer Land » (voir la liste des auteurs).